# Karl Louis Baum

Karl Louis Baum (1901)

Karl Louis Baum (* 29. März 1835 in Zwickau; † 30. November 1921 in Rostock) war ein deutscher Turner und Turnlehrer.

## Leben und Wirken

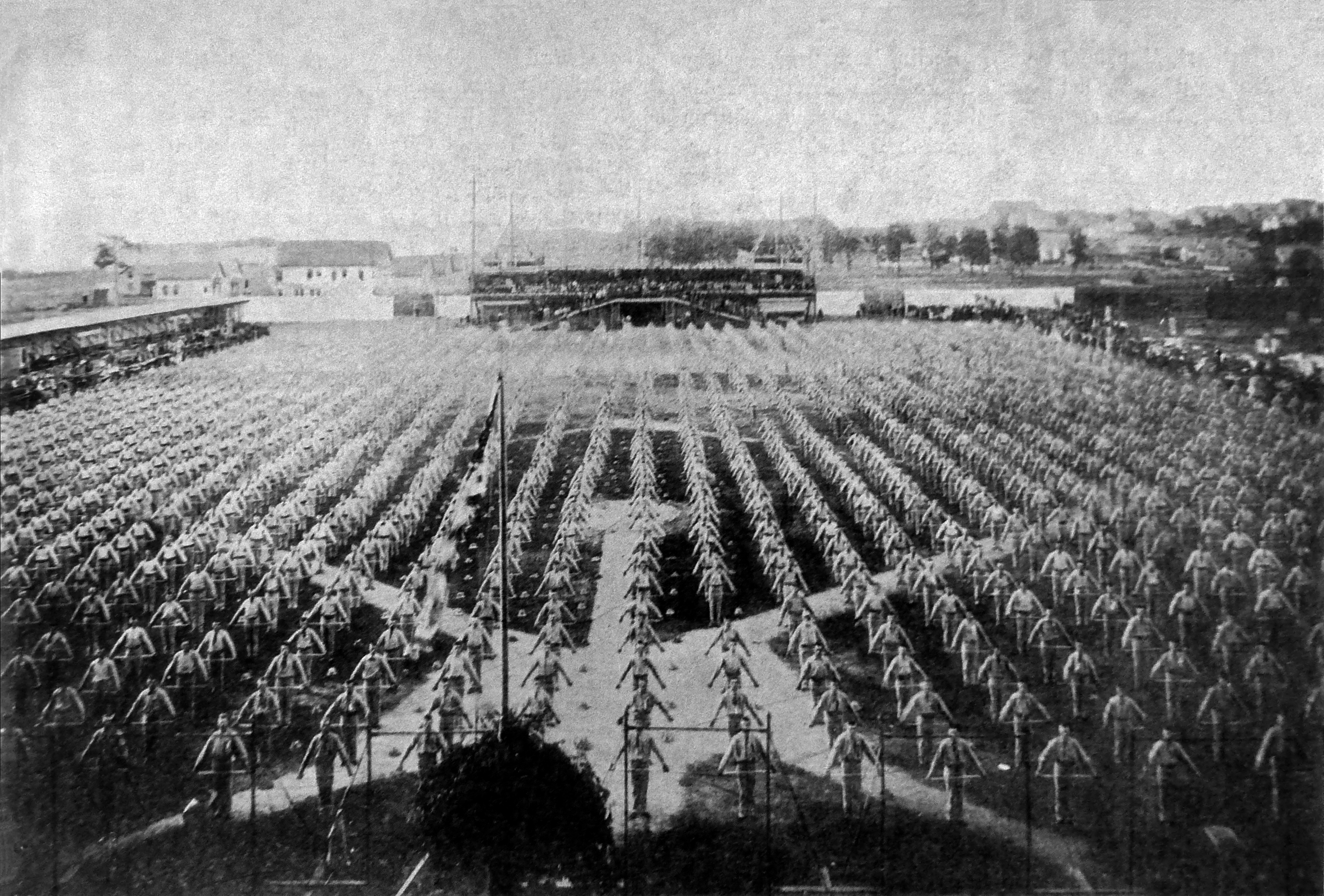
Bundesturnfest 1893 in den USA

Dem Wunsch des Vaters folgend erlernte er den Beruf eines Tischlers. In seiner Freizeit wurde er Mitglied der Zwickauer Turngemeinde. Als deren Abgeordneter nahm er 1860 am ersten Deutschen Turnfest in Coburg teil. Voller Begeisterung fasste er dort den Entschluss, sich ganz dem Turnen zu widmen und nahm eine Ausbildung zum Turnlehrer auf. Als solcher fand er in Zwickau seine erste Anstellung, dann wechselte er nach Gera und 1866 nach Rostock, wo er am Gymnasium der höheren Bürger- und Töchterschule wirkte, Mitglied des Mecklenburgischen Turnlehrervereins wurde und sich im Vereinsturnen engagierte. Als Riegenführer nahm er an fast allen internationalen Deutschen Turnfesten teil. 1893 war er Delegierter auf dem Bundesturnfest in Milwaukee in den USA. Darüber verfasste er für die Deutsche Turnzeitung einen Bericht.